# Oxelösunds församling
Oxelösunds församling är en församling i Nyköpings kontrakt i Strängnäs stift. Församlingen omfattar hela Oxelösunds kommun i Södermanlands län och utgör ett eget pastorat.

## Administrativ historik
Församlingen bildades 1953 genom en utbrytning ur Nikolai församling.

## Kyrkobyggnader
- Sankt Botvids kyrka
- Stjärnholms kyrka

Oxelösunds kyrkogård ligger bredvid stadsdelen Frösäng cirka en kilometer nordväst om de centrala delarna av staden. Den ursprungliga kyrkogården och med Frösängs kapell är utformade av arkitekt Erik Gunnar Asplund och byggdes 1938.

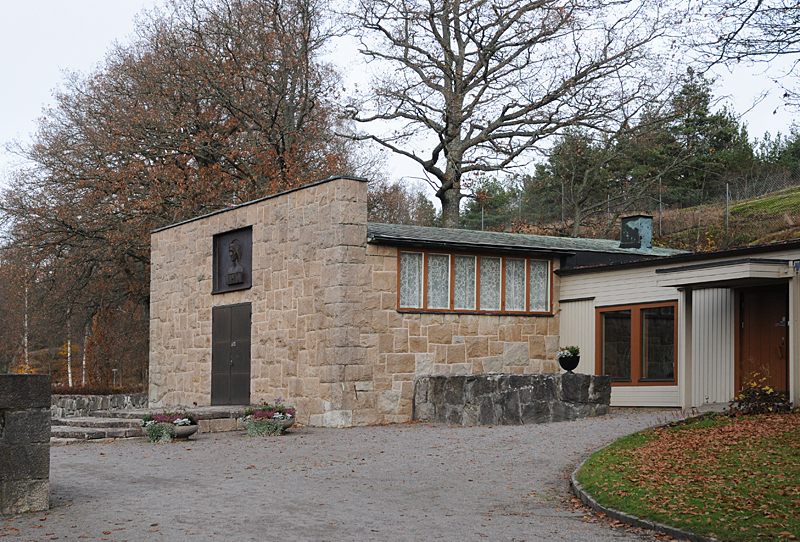
Frösängskapellet
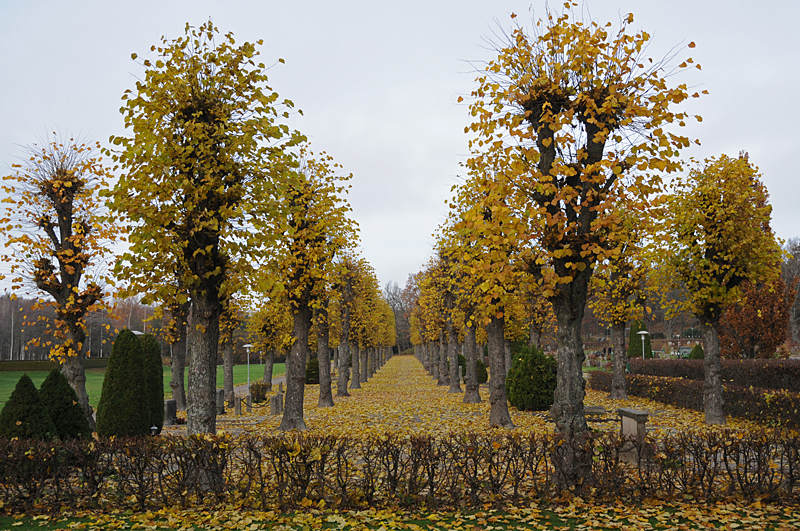
Kyrkogården
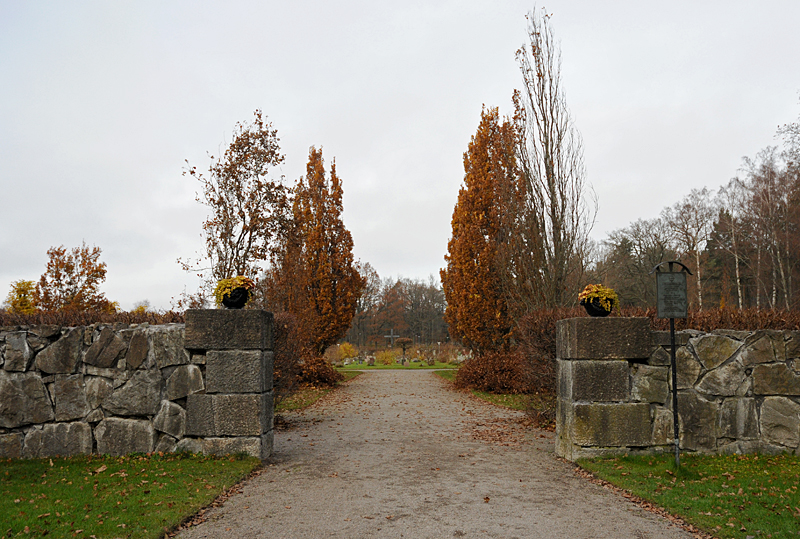
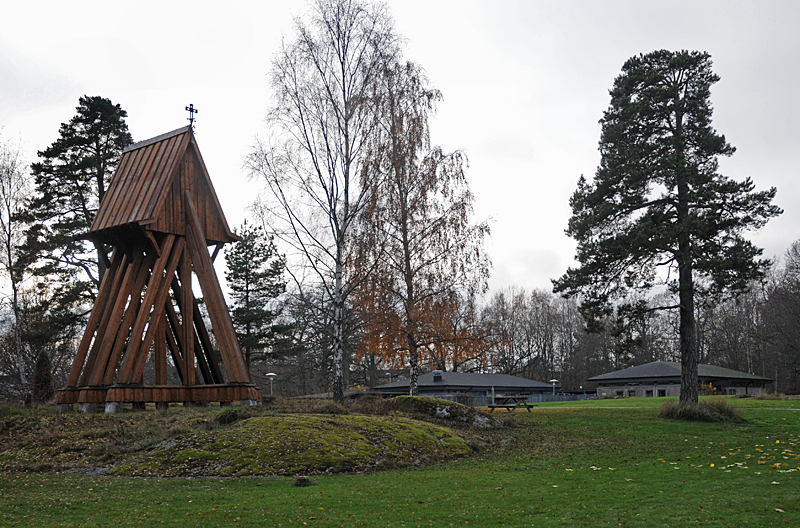
Klockstapeln från 1926

## Om församlingsområdet
Oxelösunds församling omfattar och motsvarar till sin utbredning Oxelösunds kommun och domineras av en halvö med småbrutet odlingslandskap. Halvön är till stor del tätbebyggd. Utanför fastlandet utbreder sig en stor skärgård.
Församlingen är helt omgiven av Nyköpings kommun och gränsar i väster och i norr mot Nyköpings Sankt Nicolai församling. I sydväst gränsar församlingen mot Tunabergs församling. 
Fastlandsgränsen mot Nyköpings S:t Nicolai är cirka 4 km lång, sammanfaller med kommungränsen, och går från Basttorpsviken i söder, passerar strax öster om gården Lilla Ämtnäs, väster om Palmtorp, korsar riksväg 53 och faller ut i Stjärnholmsviken i norr.
I församlingens västra del, närmast Nyköping, ligger bl.a. Stjärnholms stiftsgård. Sydväst om riksväg 53 ligger Basttorpsskogen.
Bland de större öarna i Oxelösunds skärgård kan nämnas Beten, Ålö samt Hasselö. Närmast Oxelösund ligger Furö och söder om staden ligger halvön Femöre med Femörehuvud.
Församlingsgränsen Oxelösund-Tunaberg går genom vattnet från Femöre rakt söderut över Bråvikens mynning. Mitt i mynningen ligger, i vattnet, ett "tresockenmöte" mellan Oxelösund, Tunaberg och Jonsberg socknar. Härifrån finns en vattengräns mellan Oxelösunds församling och Jonsbergs församling i Norrköpings kommun. Gränsen går i öster på ett avstånd av cirka 12 km från Arkösund. Sälskyddsområdet Svartbådarna - Sankan ligger cirka 14 km öster om Arkösund, men ingår i Oxelösunds församling. Fågelskyddsområdena Källskären och Vattungarna ligger i Oxelösund. Längst ut mot havet ligger Hävringe, Norr-Skåla, Öster-Skåle och Norra Kränkan. Inseglingsfyren Gustaf Dalén ligger också inom Oxelösunds församling.
Inom församlingen har man anträffat rösegravar från bronsåldern samt en fornborg.

### Ortnamnet
År 1438 skrevs Oxløsundh. Det syftade ursprungligen på ett sund vid ön Oxelö i Sankt Nicolai socken.
År 1438 skrevs Oxløø. Det namnet består av oxel, vilket står för ett trädslag.

## Organister
| Verksam   | Namn        | Levnadstid | Övrigt    |
| --------- | ----------- | ---------- | --------- |
| 1959–1964 | Åke Kullnes | 1910–      | Organist. |